# Partido Revolucionário Fascista
O Partido Revolucionário Fascista (italiano: Partito Fascista Rivoluzionario, PFR) foi um partido político fundado em janeiro de 1915 por Benito Mussolini, conforme descrito em seu livro "A Doutrina do Fascismo".

## Eleições de novembro de 1919
Nas eleições de 1919, Mussolini e seu partido propuseram um programa "decididamente esquerdista" e anticlerical, exigindo impostos mais altos sobre herança e ganhos de capital e a derrubada da monarquia. Ele também propôs uma aliança eleitoral com os socialistas e outros partidos de esquerda, mas foi ignorado por preocupações de que isso seria um obstáculo para os eleitores. Durante as eleições, Mussolini fez campanha como o "Lênin da Itália" em um esforço para "superar os socialistas no socialismo". Mussolini e seu partido fracassaram miseravelmente contra os socialistas, que obtiveram quarenta vezes mais votos.

## Eleições de maio de 1921
Nas eleições gerais da Itália em 15 de maio de 1921, o PFR de Mussolini ganhou 35 cadeiras no parlamento italiano, incluindo Mussolini. Anteriormente, Mussolini havia aderido ao Bloco Nacional, que incluía o Partido Social-Democrata Italiano, o Partido Liberal Italiano e a Associação Nacionalista Italiana. O Bloco Nacional (BN) recebeu 19,1% dos votos, um total de 105 membros na Câmara dos Deputados italiana.